# Château de la Tour de Sennecey
Le château la Tour de Sennecey est situé sur la commune de Sennecey-le-Grand en Saône-et-Loire, en terrain plat.

## Description
Un corps de logis, flanqué de deux tours du XVe siècle et des communs percés de portes en plein cintre sont disposés en U autour d'une cour ouverte à l'est. Isolée, à l'angle nord-est, se dresse une grosse tour carrée appartenant peut-être à la construction primitive qu'entourait une muraille ceinte d'un profond fossé. Elle était jadis couronnée de merlons régnant autour d'une terrasse qui ont disparu à la fin du XVIIIe siècle pour faire place à une toiture en pavillon.
À l'est, dans l'axe de la cour, une demeure comprenant un sous-sol, un rez-de-chaussée surélevé, un étage carré et un étage de comble sous un toit d'ardoise a été bâtie au XIXe siècle, sur une légère éminence.
Le château est une propriété privée et ne se visite pas.

## Historique
Très proche et néanmoins distinct de celui de Sennecey il relève de la famille Gallois d'Arlay au XIIe siècle avant d'appartenir à celle de Vuillafans qui lui succède au début du XIVe siècle, en 1576 à l'extinction de la famille Vuillafans, le fief est vendu à Claude de Bauffremont qui démantèle les fortifications de la maison forte et englobe l'ensemble dans le vaste parc de sa demeure de Sennecey.
Famille de Gallois d'Arlay :
Originaire d'Arlay dans le Comté de Bourgogne, c'était une lignée de prévôts héréditaires dont la famille d'origine devait se diviser en plusieurs branches, elle est distincte de celle de la Maison de Chalon-Arlay qui tire aussi son origine du même village. Arlay est une ville antique, déjà au VIIe siècle elle est le lieu de prédilection de Waldelène, patrice de Burgondie, maire du palais d’Austrasie à Metz en 581 et l'un des fondateurs du monastère de Luxeuil. Habitée donc depuis des temps très anciens par des hommes de condition "libre" les familles nobles prenaient toujours la qualité de "Noble Bourgeois" et à l'époque féodale ceux-ci devinrent prévôts héréditaires, pour bien mettre en évidence cette qualité d'"hommes libres" la famille qui nous intéresse prit le nom de Gallois ou Galois ou encore Galoys et parfois de Franc (latinisé en francus qui désigne l'homme libre).
Jean le Gallois d'Arlay, seigneur d'Arlay, il est le plus ancien membre connu de cette famille et il vivait en 1287.
Mariage et succession :

Il épouse Sibylle de Salières de qui il a :
- Guillaume qui suit,
- Guy.

Guillaume le Gallois d'Arlay, seigneur d'Arlay et d'Étrigny, nommé dans une charte "Miles (vassal, porteur d'un fief) ly Galoys de Arlaco" puis "le Galis" en 1326. En 1344 Le comte de Flandre, Louis Ier de Flandre, le nommait "gardien des terres de Bourgogne" qu'il tenait de son mariage avec Marguerite de France fille de la comtesse de Bourgogne Jeanne II. Avec son frère Guy il partageait la succession de leur père et il prenait pour armes "de gueules au chevron d'argent édenté en dehors".
Mariage et succession :

Son épouse est inconnue, il a :
- Guillemette qui épouse Jean de Vaudrey seigneur de Montjay,
- Bernard, dans son testament daté de 1387 il déclare que ce qu'il tient à Mont-Saint-Martin, dépendant de Saint-Julien, ainsi que ce qu'y possède sa sœur Jeanne, relevait du fief de "Monseigneur de Sennecey", il a une fille nommée Jeanne la Galloise d'Arlay, dame de Perrière, qui épouse Hugues de Vuillafans,
- Jeanne, elle épouse Jean de Vuillafans.

Famille de Vuillafans :
Par le mariage de Jeanne la Galloise d'Arlay, dame de Perrière, avec Hugues de Vuillafans celui-ci devient le maître du château de la Tour de Sennecey. La famille de Vuillafans (ou Vellaufant, Willofant, Vuillafans, Vuillofans, Villaufans) était originaire du bourg de Vuillafans près d'Ornans. Vuillafans était le chef-lieu d'une terre divisée en deux seigneuries nommées Château-Vieux et Château-Neuf. Le fief de Château-Vieux était tenu par les sires de Durnes au XIIIe siècle, l'un d'eux nommé Mile (ou Miles ou Milon) était seigneur de Vuillafans à la fin du XIIIe siècle tandis que son frère Gérard II régnait sur la seigneurie de Durnes. Les armes de la famille de Vuillafans étaient : "d'argent à la bande de sable, chargée de trois coquilles d'or, accompagnée de deux cotices aussi de sable", mais en 1390 Hugues de Vuillafans, seigneur du château de la Tour de Sennecey portait seulement "d'argent à la fasce de sable".
Ponce de Vuillafans, chevalier, il vivait au XIIe siècle.
Mariage et succession :

Son épouse est inconnue, il a :
- Milon qui suit,
- Jacques.

Milon de Vuillaufans, chevalier.
Mariage et succession :

Il épouse Jeanne de Fertans de qui il a entre autres Étienne qui suit.
Étienne de Vuillafans, chevalier.
Mariage et succession :

Son épouse est inconnue, il a Jean qui suit.
Jean de Vuillafans, chevalier.
Mariage et succession :

Il épouse Jeanne la Galloise d'Arlay.
Famille de Saint-Seine :
Vers le milieu du XVe siècle la Tour de Sennecey change encore une fois de maître. Huguette de Villaufans, héritière de la Tour et dame de Laye épouse en 1473 Charles de Saint-Seine, fils de Guillaume de Saint-Seine. Cette famille, qui portait comme armes "de gueules à trois jumelles d'or", était originaire de Saint-Seine (peut-être Saint-Seine-en-Bâche). C'est à l'époque d'Huguette de Villauffans que la Tour de Sennecey devient un "fief mouvant" (dit aussi "fief servant" il relève d'un autre fief) de la terre de Sennecey, un acte rapporte qu'"Huguette de Vellaufant, veuve de Charles, seigneur de Saint-Seine et de la Tour de Sennecey, dite la Tour de Vellaufant, et alliée aux Gallois d'Arlay, confesse tenir en fief de Pierre de Bauffremont, chevalier, sire de Soye et de Sennecey, à cause de son chastel du dit Sennecey, la Tour et maison-forte de vellaufant...".
Famille de Soubise :
À son décès Huguette de Villauffans laissait la Tour de Sennecey à sa parente Antoinette Bouchard d'Aubeterre, épouse de Jean V de Parthenay-l'archevêque, seigneur de Soubise. Le 10 décembre 1576 Antoinette d'Aubeterre vendait la partie de la Tour de Sennecey qu'elle détenait à Claude de Bauffremont.

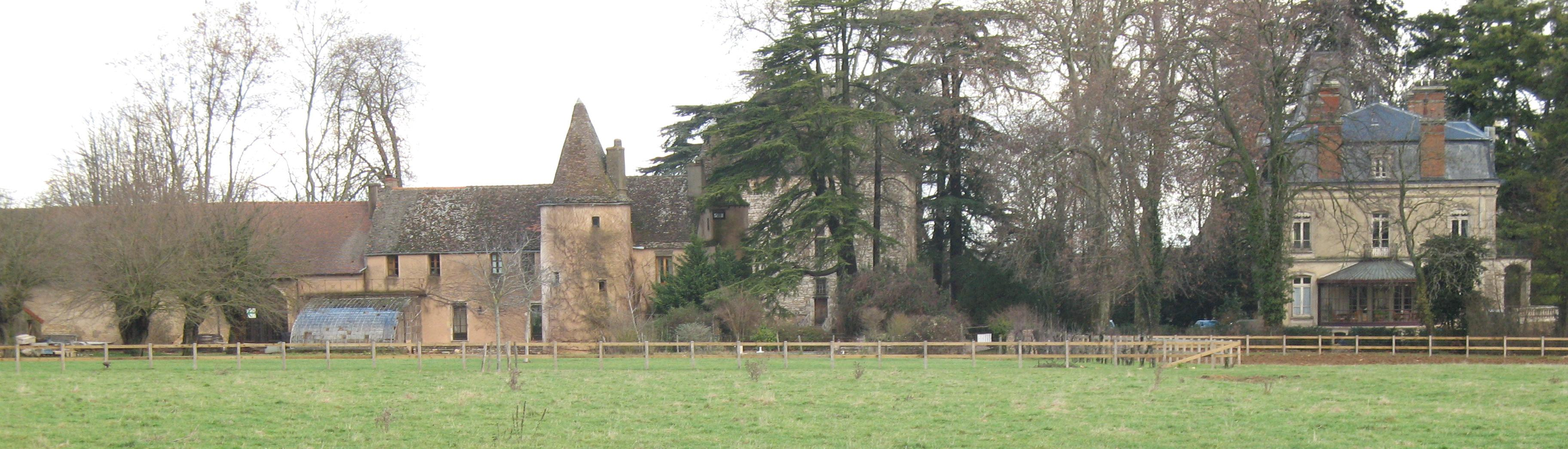
Château de la Tour de Sennecey et demeure du XIXe siècle

### Armoiries
- Gallois d'Arlay : De gueules, à la bande d'or chargée d'une étoile d'azur

Armes des Bauffremont